# بيسيمبري
بلدية بيسيمبري (بالإسبانية: Bisimbre) هي بلدية تقع في مقاطعة سرقسطة التابعة لمنطقة أراغون شمال شرق إسبانيا.

## الديموغرافيا
بلغ عدد سكان بلدية بيسيمبري 108 نسمة عام 2011 (وفقاً للمعهد الوطني الإسباني للإحصاء).
| 141 | 129 | 124 | 117 | 111 | 109 | 108 |